# Taam Ja'
Il Taam Ja' è una dolina marina situata nella parte settentrionale della baia di Chetumal, nella regione sud-orientale della penisola messicana dello Yucatan, che, con i suoi 420 metri di profondità, è la più profonda formazione carsica di questo tipo conosciuta.

## Scoperta ed esplorazione
Il Taam Ja', il cui nome in lingua maya significa letteralmente "acque profonde", fu scoperto nel 2003 da una pescatore subacqueo del posto che, inseguendo una cernia, finì fino alla sua imboccatura, sita a 5 metri sotto il livello del mare. La formazione rimase tuttavia dimenticata fino a quando il figlio di quel pescatore non iniziò a collaborare con l'oceanografo universitario Juan Carlos Alcérreca-Huerta, il quale scandagliò quindi la zona suggeritagli rimanendo del tutto sorpreso dai risultati.
Nella prima esplorazione effettuata nel settembre 2021, la profondità del Taam Ja' fu stimata pari a 274,4 metri, il che la rese seconda dolina marina più profonda allora conosciuta, dietro soltanto alla dolina marina Yongle o "abisso del dragone", una dolina marina profonda 300,89 metri situata nelle acque delle isole Paracelso, in Cina. Tuttavia, un nuovo studio pubblicato nell'aprile 2024 sulla rivista Frontiers in Marine Science, ha rivelato che questa formazione, la cui imboccatura è pressoché circolare, con un asse maggiore lungo 151,8 metri e una superficie di circa 13690 m², arriva a una profondità di almeno 420 metri.
L'esplorazione da cui è scaturito lo studio è stata effettuata il 6 dicembre 2023, quando il gruppo di ricerca diretto da Alcérreca-Huerta ha misurato la profondità della dolina utilizzando una sonda CTD, atta a misurare la conduttività elettrica, la temperatura e la profondità dell'acqua, più performante di quella utilizzata nel 2021 senza tuttavia arrivare sul fondo della formazione carsica a causa, a detta degli stessi ricercatori, dei limiti tecnologici delle apparecchiature a loro disposizione. Nel corso dell'esplorazione, la sonda ha rilevato un aumento della temperatura e della salinità dell'acqua a circa 400 metri sotto il livello del mare, inoltre, a profondità comprese tra 0 e 150 metri, le caratteristiche dell'acqua presente nella dolina somigliavano a quelle rilevate nel Mar dei Caraibi, suggerendo, stando sempre allo studio sopraccitato, la probabile esistenza di connessioni sotterranee tra quel mare e la baia di Chetumal.